# Parkerthraustes humeralis
El picogrueso humeral (Parkerthraustes humeralis), también denominado picogrueso de hombro amarillo (en Perú), picogordo verdiamarillo (en Colombia), picogrueso caponiamarillo o  picogrueso hombriamarillo (en Ecuador), es una especie de ave paseriforme de la familia Thraupidae, la única especie del género Parkerthraustes. Anteriormente se clasificaba en la familia Cardinalidae. Es nativo de América del Sur, en el oeste y sur de la cuenca amazónica. 

## Distribución y hábitat
Se distribuye desde el extremo suroeste de Colombia, a oriente de los Andes, por el este de Ecuador, este de Perú, hasta el centro oeste de Bolivia, hacia el este por el sur de la Amazonia brasileña, hasta el oeste de Maranhão.
Esta especie es considerada poco común y aparentemente local (o tal vez sea apenas ignorada) en su hábitat natural: el dosel y los bordes de selvas húmedas de terra firme, hasta los 800 m de altitud.

## Descripción
Mide 16 cm de longitud. El pico es oscuro y robusto, con la mandíbula pálida en la base. La corona y la nuca son grises, presenta una máscara facial negra con una lista malar blanca, y la garganta blanca escamada de negro. Por arriba es oliva amarillento y por abajo es gris con el crissum amarillo.

## Comportamiento
Anda solo o en pareja, con mucha frecuencia acompañando bandadas mixtas del dosel. Algunas veces permanece encaramado inmóvil en una rama alta y expuesta por un largo período de tiempo.

### Alimentación
Se conoce muy poco sobre su dieta. Ya fue observado alimentándose de flores en el este de Brasil. Examen del estomágo de especímenes encontró insectos, semillas y material vegetal.

### Vocalización
El llamado es agudo y de timbre alto, por ej. «chiít-suit» o «suuit»; el canto aparente, oído con mucho menos frecuencia, es una serie desordenada de notas similares y píos.

## Sistemática

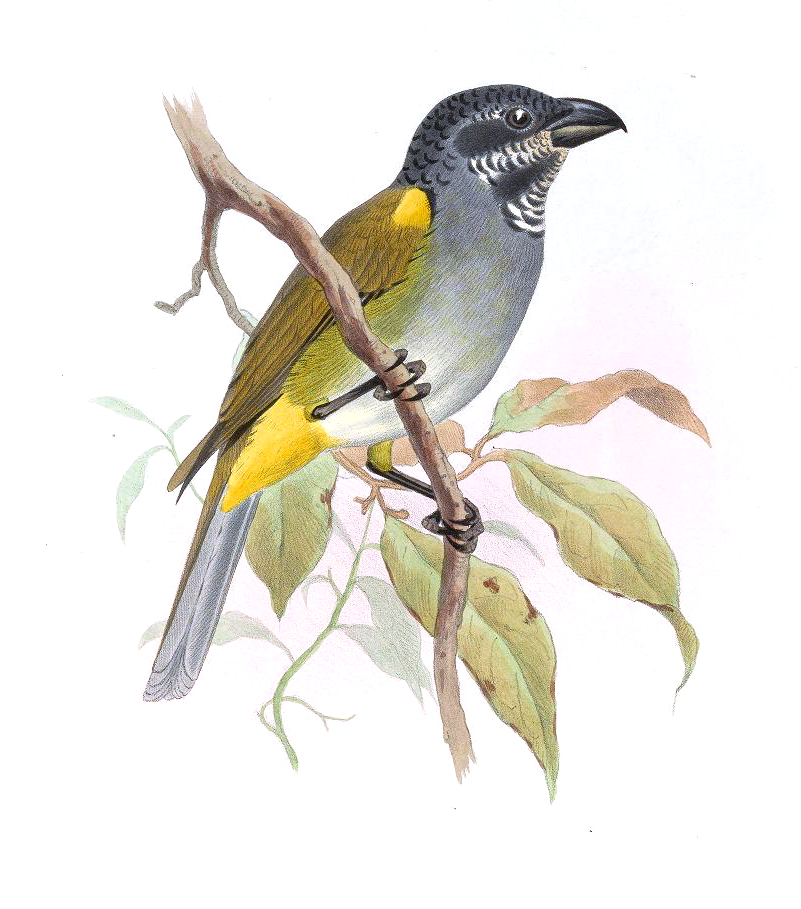
Pitylus humeralis, ilustración de Smit para Exotic ornithology: containing figures and descriptions of new or rare species of American birds, 1869.

### Descripción original
La especie P. humeralis fue descrita por primera vez por el ornitólogo estadounidense George Newbold Lawrence en 1867 bajo el nombre científico Pitylus humeralis; su localidad tipo es: «Bogotá, Colombia».
El género Parkerthraustes fue propuesto por el ornitólogo estadounidense James Van Remsen Jr. en 1997.

### Etimología
El nombre genérico masculino Parkerthraustes conmemora al ornitólogo estadounidense Theodore A. Parker III (1953–1993) en combinación con el género Caryothraustes, al cual la presente especie pertenecía; y el nombre de la especie «humeralis» en el latín moderno significa ‘de los hombros’.

### Taxonomía
Anteriormente colocada en el género Caryothraustes, fue colocada en el presente género proprio con base en las evidencias que demostraban que aquel género no era monofilético, con la presente especie distante de las otras dos especies del género. Pertenecía a la familia Cardinalidae, pero los datos genéticos de Klicka et al. (2007) no solo confirmaron que no pertenecía a Caryothraustes sino que pertenecía a la familia Thraupidae. La Propuesta N° 512 al Comité de Clasificación de Sudamérica (SACC) de noviembre de 2011, aprobó la transferencia de diversos géneros (entre los cuales Parkerthraustes) para Thraupidae.
Los amplios estudios filogenéticos de Burns et al. (2014) sitúan al presente género en una pequeña subfamilia Orchesticinae, junto a Orchesticus.
Es monotípica.